# Норвегія на літніх Олімпійських іграх 1948
Норвегія на літніх Олімпійських іграх 1948 року в Лондоні (Велика Британія) була представлена 81 спортсменами (77 чоловіками і 4 жінками), які змагались у 12 видах спорту: легка атлетика, бокс, веслування на байдарках і каное, велоспорт, стрибки у воду, фехтування, академічне веслування, вітрильний спорт, боротьба, стрільба, плавання і мистецькі змагання. Прапороносцем на церемонії відкриття Олімпіади був легкоатлет Годтфред Гольмванг.
Норвегія вдев'яте взяла участь в літній Олімпіаді. Норвезькі спортсмени завоювали 7 медалей: 1 золоту, 3 срібні і 3 бронзові. Збірна Норвегії посіла 17 загальнокомандне місце.

## Медалісти
| Медаль | Спортсмен | Вид спорту                      | Дисципліна                                 |
| ------ | --- | ------------------------------- | ------------------------------------------ |
| Золото | Тор Торвальдсен Сігве Ліе Гакон Барфод | вітрильний спорт                | Дракон                                     |
| Срібло | Оге Еріксен | боротьба                        | до 67 кг                                   |
| Срібло | Івар Матісен Кнут Естбю | веслування на байдарках і каное | байдарка-двойка, 1000 м, чоловіки          |
| Срібло | Б'єрн Паульсон | легка атлетика                  | стрибки у висоту, чоловіки                 |
| Бронза | Віллі Регеберг | стрільба                        | довільна гвинтівка з трьох положень, 300 м |
| Бронза | Ейвінд Скабо | веслування на байдарках і каное | байдарка-одиночка, 1000 м, чоловіки        |
| Бронза | Крістоффер Лепсе Торстейн Крокенес Гаральд Крокенес Ганс Егіль Гансен Гальфдан Гран Олсен Лейф Несс Тур Педерсен Карл Генрік Монссен Сігурд Монссен | академічне веслування           | вісімки                                    |

За видом спорту
| Медалі за видом спорту          | Медалі за видом спорту | Медалі за видом спорту | Медалі за видом спорту | Медалі за видом спорту |
| ------------------------------- | ---------------------- | ---------------------- | ---------------------- | ---------------------- |
| Вид                             | 1                      | 2                      | 3                      | Всього                 |
| Вітрильний спорт                | 1                      | 0                      | 0                      | 1                      |
| Боротьба                        | 0                      | 1                      | 0                      | 1                      |
| Веслування на байдарках і каное | 0                      | 1                      | 1                      | 2                      |
| Легка атлетика                  | 0                      | 1                      | 0                      | 1                      |
| Стрільба                        | 0                      | 0                      | 1                      | 1                      |
| Академічне веслування           | 0                      | 0                      | 1                      | 1                      |
| Всього                          | 1                      | 3                      | 3                      | 7                      |

## Академічне веслування
| Спрортсмени | Дисципліна                     | Гіт       | Гіт   | Чвертьфінал | Чвертьфінал | Півфінал   | Півфінал   | Фінал      | Фінал      |
| Спрортсмени | Дисципліна                     | Результат | Місце | Результат   | Місце       | Результат  | Місце      | Результат  | Місце      |
| --- | ------------------------------ | --------- | ----- | ----------- | ----------- | ---------- | ---------- | ---------- | ---------- |
| Арне Серк-Ганссен Гуннар Сандборг Сігурд Гренлі Віллі Евенсен Торальф Сандакер                                                                      | четвірки розпашні зі стерновим | 6.58,9    | 2     | не пройшли  | не пройшли  | не пройшли | не пройшли | не пройшли | не пройшли |
| Крістоффер Лепсе Торстейн Крокенес Гаральд Крокенес Ганс Егіль Гансен Гальфдан Гран Олсен Лейф Несс Тур Педерсен Карл Генрік Монссен Сігурд Монссен | вісімки                        | 6.08,2    | 2     | 6.12,5      | 1           | 6.43,9     | 1          | 6.10,3     | 3          |

## Бокс
| Спортсмен      | Категорія | 1/32                   | 1/16               | Чвертьфінал            | Півфінал   | Фінал      | Місце |
| -------------- | --------- | ---------------------- | ------------------ | ---------------------- | ---------- | ---------- | ----- |
| Коре Гундерсен | до 51 кг  | Клотільд Колон (PUR) L | не пройшов         | не пройшов             | не пройшов | не пройшов | 17    |
| Ейвінд Брейбю  | до 62 кг  | Walk-over              | Ган Ін-Сок (KOR) W | Джеральд Дреєр (RSA) L | не пройшов | не пройшов | 5     |
| Гуннар Гансен  | до 67 кг  | П'єр Ернандес (FRA) L  | не пройшов         | не пройшов             | не пройшов | не пройшов | 17    |
| Еверт Йогансон | до 73 кг  | Мартін Гансен (DEN) L  | не пройшов         | не пройшов             | не пройшов | не пройшов | 17    |

## Боротьба
Греко-римська боротьба
| Спортсмен       | Категорія | Раунд 1                   | Раунд 2                   | Раунд 3                   | Раунд 4                   | Раунд 5                   | Раунд 6    | Місце |
| --------------- | --------- | ------------------------- | ------------------------- | ------------------------- | ------------------------- | ------------------------- | ---------- | ----- |
| Фрітьоф Клаусен | до 52 кг  | Кенан Олкай (TUR) L       | Волтер Макгаффі (GBR) W   | Мануель Варела (ARG) W    | Мальте Меллер (SWE) L     | не пройшов                | не пройшов | 6     |
| Рейдар Мерлі    | до 57 кг  | Курт Еліас (AUT) W        | Колле Лейсеровіц (DEN) L  | Курт Петтерсен (SWE) W    | не пройшов                | не пройшов                | не пройшов | =6    |
| Егіль Солсвік   | до 62 кг  | Адольф Мюллер (SUI) W     | Луїджі Кампанелла (ITA) L | Антуан Мерле (FRA) W      | Ференц Тот (HUN) L        | не пройшов                | не пройшов | 6     |
| Оге Еріксен     | до 67 кг  | Карой Ференц (HUN) L      | Джакомо Джесіно (ITA) W   | Георгіос Петмезас (GRE) W | Ееро Віртанен (FIN) W     | Шаріф Дамаж (LBN) W       | не пройшов | 2     |
| Б'єрн Кук       | до 73 кг  | Луїджі Ріджамонті (ITA) W | Вейкко Мянніккьо (FIN) W  | Генрік Гансен (DEN) L     | не пройшов                | не пройшов                | не пройшов | 7     |
| Коре Ларсен     | до 79 кг  | Bye                       | Аксель Гренберг (SWE) L   | Ернст Кольб (SUI) W       | Жан-Баптіст Беной (BEL) W | Ерколе Джалегатті (ITA) L | не пройшов | 5     |

## Велоспорт
Шосейна гонка
| Спортсмен                                                         | Дисципліна                       | Час | Місце         |
| ----------------------------------------------------------------- | -------------------------------- | --- | ------------- |
| Лоранг Христіансен                                                | групова шосейна гонка (чоловіки) | –   | не фінішував  |
| Лейф Фленгсруд                                                    | групова шосейна гонка (чоловіки) | –   | не фінішував  |
| Ерлінг Крістіансен                                                | групова шосейна гонка (чоловіки) | –   | не фінішував  |
| Оге Мюрвольд                                                      | групова шосейна гонка (чоловіки) | –   | не фінішував  |
| Лоранг Христіансен Лейф Фленгсруд Ерлінг Крістіансен Оге Мюрвольд | групова шосейна гонка (чоловіки) | –   | не фінішували |

## Веслування на байдарках і каное
| Спортсмен               | Дисципліна                            | Кваліфікація | Кваліфікація | Фінал   | Фінал |
| Спортсмен               | Дисципліна                            | Час          | Місце        | Час     | Місце |
| ----------------------- | ------------------------------------- | ------------ | ------------ | ------- | ----- |
| Ганс Мартін Гулбрандсен | байдарка-одиночка, 1000 м (чоловіки)  | 4.45,4       | 2            | 4.41,7  | 4     |
| Ейвінд Скабо            | байдарка-одиночка, 10000 м (чоловіки) |              |              | 51.35,4 | 3     |
| Івар Матісен Кнут Естбю | байдарка-двійка, 1000 м (чоловіки)    | н/д          | 2            | 4.09,1  | 4     |
| Івар Матісен Кнут Естбю | байдарка-двійка, 10000 м (чоловіки)   |              |              | 46.44,8 | 2     |

## Вітрильний спорт
| Спортсмен                                                            | Дисципліна | Заплив | Заплив | Заплив | Заплив | Заплив | Заплив | Заплив | Місце |
| Спортсмен                                                            | Дисципліна | 1      | 2      | 3      | 4      | 5      | 6      | 7      | Місце |
| -------------------------------------------------------------------- | ---------- | ------ | ------ | ------ | ------ | ------ | ------ | ------ | ----- |
| Моріц Скоген                                                         | Олімпік    | 19     | 13     | 9      | 13     | 14     | 7      | 3      | 12    |
| Кнут Бенгтсон Ейвінд Хрістенсен                                      | Старбот    | 4      | 10     | 12     | 6      | 6      | 3      | 13     | 8     |
| Тор Торвальдсен Сігве Ліе Гакон Барфод                               | Дракон     | 1      | 2      | 12     | 1      | –      | 3      | 3      | 1     |
| Магнус Конов Андерс Евенсен Рагнар Гаргревес Ларс Мусеус Гакон Солем | 6 метрів   | 8      | –      | 9      | 5      | 2      | 2      | 3      | 4     |

## Легка атлетика
| Спортсмен               | Дисципліна                   | Гіт       | Гіт   | Чвертьфінал | Чвертьфінал | Півфінал   | Півфінал   | Фінал      | Фінал        |
| Спортсмен               | Дисципліна                   | Результат | Місце | Результат   | Місце       | Результат  | Місце      | Результат  | Місце        |
| ----------------------- | ---------------------------- | --------- | ----- | ----------- | ----------- | ---------- | ---------- | ---------- | ------------ |
| Б'єрн Паулсон           | стрибки у висоту, чоловіки   | 1,87 м    | Q     |             |             |            |            | 1,95 м     | 2            |
| Біргер Лейруд           | стрибки у висоту, чоловіки   | 1,87 м    | Q     |             |             |            |            | 1,90 м     | 13           |
| Б'єрн Гундерсен         | стрибки у висоту, чоловіки   | 1,87 м    | Q     |             |             |            |            | –          | не фінішував |
| Ерлінг Каас             | стрибки з жердиною, чоловіки | 4,00 м    | Q     |             |             |            |            | 4,10 м     | 4            |
| Івар Рамстад            | метання диска, чоловіки      | 47,34 м   | Q     |             |             |            |            | 49,21 м    | 4            |
| Стейн Йонсон            | метання диска, чоловіки      | 46,54 м   | Q     |             |             |            |            | 46,54 м    | 8            |
| Одд Мелум               | метання списа, чоловіки      | 63,00 м   | Q     |             |             |            |            | 65,32 м    | 5            |
| Годтфрід Гольмванг      | десятиборство, чоловіки      |           |       |             |             |            |            | 6663 бали  | 10           |
| Пер Ставем              | десятиборство, чоловіки      |           |       |             |             |            |            | 6552 бали  | 11           |
| Петер Блоч              | 100 м, чоловіки              | 11,1      | 3     | не пройшов  | не пройшов  | не пройшов | не пройшов | не пройшов | не пройшов   |
| Петер Блоч              | 200 м, чоловіки              | н/д       | 5     | не пройшов  | не пройшов  | не пройшов | не пройшов | не пройшов | не пройшов   |
| Б'єрн Ваде              | 400 м, чоловіки              | 49,6      | 2     | 49,7        | 5           | не пройшов | не пройшов | не пройшов | не пройшов   |
| Б'єрн Ваде              | 800 м, чоловіки              |           |       | 1.54,2      | 2           | н/д        | 7          | не пройшов | не пройшов   |
| Коре Вефлінг            | 1500 м, чоловіки             |           |       |             |             | 3.54,6     | 5          | не пройшов | не пройшов   |
| Мартін Стоккен          | 5000 м, чоловіки             |           |       |             |             | 15.04,4    | 4          | н/д        | 10           |
| Мартін Стоккен          | 10000 м, чоловіки            |           |       |             |             |            |            | 30.58,6    | 4            |
| Якоб К'єрсем            | 10000 м, чоловіки            |           |       |             |             |            |            | н/д        | н/д          |
| Йон Сюстад              | марафон, чоловіки            |           |       |             |             |            |            | 2.38.41,0  | 8            |
| Коре Гаммер             | ходьба 10 км, чоловіки       |           |       |             |             | 46.48,6    | 6          | не пройшов | не пройшов   |
| Едгар Брун              | ходьба 50 км, чоловіки       |           |       |             |             |            |            | 4.53.18    | 4            |
| Герард Вінтер           | ходьба 50 км, чоловіки       |           |       |             |             |            |            | –          | не фінішував |
| Пер Олав Борнос         | ходьба 50 км, чоловіки       |           |       |             |             |            |            | –          | не фінішував |
| Лів Паулсен             | 100 м, жінки                 |           |       | 12,9        | 4           | не пройшов | не пройшов | не пройшов | не пройшов   |
| Лів Паулсен             | штовхання ядра, жінки        | 10,2 м    | 18    | не пройшла  | не пройшла  | не пройшла | не пройшла | не пройшла | не пройшла   |
| Q= пройшов кваліфікацію |                              |           |       |             |             |            |            |            |              |

## Мистецькі змагання
| Спортсмен      | Категорія          | Твір | Місце |
| -------------- | ------------------ | ---- | ----- |
| Лілла Геллесен | графічне мистецтво |      |       |

## Плавання
| Спортсмен      | Дисципліна               | Гіт       | Гіт   | Півфінал   | Півфінал   | Фінал      | Фінал      |
| Спортсмен      | Дисципліна               | Результат | Місце | Результат  | Місце      | Результат  | Місце      |
| -------------- | ------------------------ | --------- | ----- | ---------- | ---------- | ---------- | ---------- |
| Беа Баллінтійн | 100 м на спині, чоловіки | 1.22,1    | 5     | не пройшов | не пройшов | не пройшов | не пройшов |

## Стрибки у воду
| Спортсмен        | Дисципліна            | Фінал     | Фінал |
| Спортсмен        | Дисципліна            | Результат | Місце |
| ---------------- | --------------------- | --------- | ----- |
| Рольф Стігерсанд | вишка, 10 м, чоловіки | 97,93     | 9     |
| Інгер Нордбю     | трамплін, 3 м, жінки  | 70,86     | 15    |
| Інгер Нордбю     | вишка, 10 м, жінки    | 51,55     | 13    |

## Стрільба
| Спортсмен              | Вправа                            | Фінал | Фінал |
| Спортсмен              | Вправа                            | Бали  | Місце |
| ---------------------- | --------------------------------- | ----- | ----- |
| Ганс Оснес             | швидкісний пістолет, 25 м         | 544   | 28    |
| Одд Бонде Нільсен      | швидкісний пістолет, 25 м         | 546   | 16    |
| Біргер Бюрінг-Андерсен | швидкісний пістолет, 25 м         | 559   | 8     |
| Гуннар Свендсен        | пістолет, 50 м                    | 510   | 30    |
| Моріц Амундсен         | пістолет, 50 м                    | 483   | 45    |
| Віллі Регеберг         | гвинтівка, 50 м лежачи            | 596   | 8     |
| Віллі Регеберг         | гвинтівка, 300 м з трьох положень | 1112  | 3     |
| Галвор Конгсйорден     | гвинтівка, 50 м лежачи            | 597   | 4     |
| Галвор Конгсйорден     | гвинтівка, 300 м з трьох положень | 1093  | 7     |
| Туре Скредегорд        | гвинтівка, 50 м лежачи            | 597   | 5     |
| Одд Саннес             | гвинтівка, 300 м з трьох положень | 1070  | 15    |

## Фехтування
| Спортсмен                                                              | Дисципліна                    | Раунд 1   | Раунд 1   | Раунд 2   | Раунд 2 | Чвертьфінал | Чвертьфінал | Півфінал   | Півфінал   | Фінал      | Фінал      |
| Спортсмен                                                              | Дисципліна                    | Результат | Місце     | Результат | Місце   | Результат   | Місце       | Результат  | Місце      | Результат  | Місце      |
| ---------------------------------------------------------------------- | ----------------------------- | --------- | --------- | --------- | ------- | ----------- | ----------- | ---------- | ---------- | ---------- | ---------- |
| Альфред Еріксен                                                        | індивідуальна шпага, чоловіки |           |           | 2–2       | 2       | 2–4         | 6           | не пройшов | не пройшов | не пройшов | не пройшов |
| Егіль Кнутцен                                                          | індивідуальна шпага, чоловіки |           |           | 5–1       | 1       | 4–2         | 3           | 1–5        | 7          | не пройшов | не пройшов |
| Клаус Мерч                                                             | індивідуальна шпага, чоловіки |           |           | 3–4       | 5       | не пройшов  | не пройшов  | не пройшов | не пройшов | не пройшов | не пройшов |
| Йоган фон Косс Сверре Гіллебо Клаус Мерч Альфред Еріксен Егіль Кнутцен | командна шпага, чоловіки      | Walk-over | Walk-over | 0–2       | 3       | не пройшли  | не пройшли  | не пройшли | не пройшли | не пройшли | не пройшли |